# Merdasson
Le Merdasson  est un sommet de Suisse culminant à 1 858 mètres d'altitude et situé sur la commune de Montreux, dans les Alpes bernoises.

## Géographie
Le Merdasson est situé dans le Sud-Ouest de la Suisse, à l'est du lac Léman et de Montreux, dans la partie sud-ouest des Alpes bernoises. Administrativement, il se trouve dans le canton de Vaud, dans le district de la Riviera-Pays-d'Enhaut, sur la commune de Montreux.
Le Merdasson se trouve sur la crête entre la dent de Jaman et les rochers de Naye.
La ligne de chemin de fer Montreux-Glion-Rochers de Naye passe sur le flanc est du Merdasson, à environ 60 mètres du sommet. Un sentier permet de relier directement l'arrêt La Perche au sommet.